# Zabłoć (rejon werenowski)
Zabłoć (Zabłocie, biał. Забалаць, lit.  Užubalis ) – wieś (dawniej miasteczko) na Białorusi, w obwodzie grodzieńskim, w rejonie werenowskim, blisko granicy z Litwą.
Siedziba parafii prawosławnej (pw. Świętych Męczenników Wileńskich Antoniego, Jana i Eustachego) i rzymskokatolickiej (pw. Trójcy Przenajświętszej).
Prywatne miasto szlacheckie położone było w końcu XVIII wieku w powiecie lidzkim województwa wileńskiego.
Za II Rzeczypospolitej w woj. nowogródzkim, w powiecie lidzkim. Siedziba gminy Zabłoć. W 1921 roku miejscowość liczyła 258 mieszkańców. Po wojnie wieś weszła w struktury administracyjne Związku Radzieckiego.